# آمیخته بازاریابی

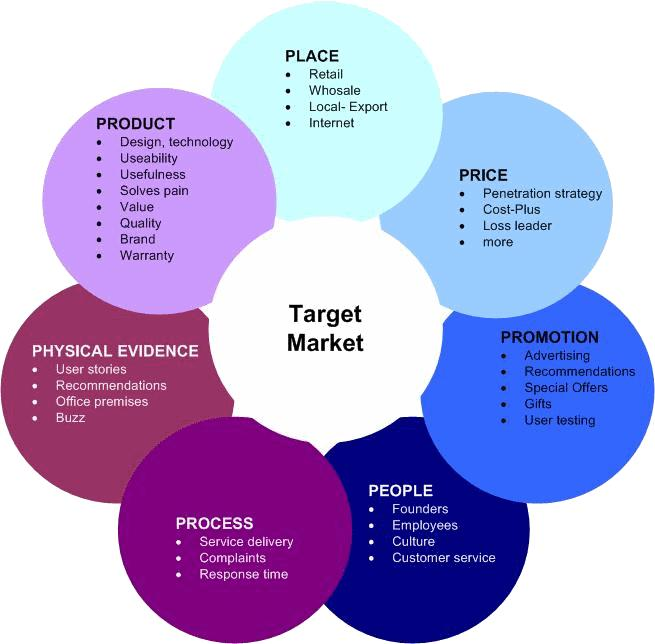
در این تصویر، آمیخته بازاریابی 7P را مشاهده می کنید.

آمیخته بازاریابی (به انگلیسی: Marketing Mix) مجموعه‌ای از ابزارهای قابل کنترل بازاریابی است که یک کسب‌وکار آن‌ها را در هم می‌آمیزد تا پاسخگوی بازار مورد هدف باشد، یا آمیخته بازاریابی در بر گیرندهٔ همهٔ کارهایی است که شرکت می‌تواند انجام دهد تا بر میزان تقاضا اثر بگذارد. این کارها را می‌توان به چهار متغیر شناخته شده به عنوان چهار P طبقه‌بندی کرد. آن‌ها عبارت‌اند از: محصول، قیمت، توزیع و ترویج (در انگلیسی این چهار کلمه با حرف P شروع می‌شوند).
آمیخته بازاریابی یا ترکیب عناصر بازاریابی واژه‌هایی هستند که برای ترجمه «مارکتینگ میکس» به کار رفته‌اند. منظور از آمیخته یا ترکیب این است که بین این اجزا می‌بایست یک نگرش سیستمی و هماهنگ برقرار شود تا بتواند بر مشتری تأثیر گذارد. طراحی و توسعه آمیخته بازار که به آن «چهار پی» یا «هشت پی» گفته می‌شود، از وظایف اصلی مدیر بازاریابی است.
ترکیب عناصر بازاریابی مجموعه‌ای از ابزارهای بازاریابی است که یک کسب‌وکار یا برند برای دسترسی به به اهداف بازاریابی در بازار هدف از آن‌ها استفاده می‌کند. مک‌کارتی یک طبقه‌بندی چهار عامله از این ابزارها معرفی کرده‌است که چهار پی(به انگلیسی: 4Ps) نام دارد و عبارت‌اند از محصول، قیمت، مکان عرضه و ترویج (بازاریابی).
با وجود این ماهیت خدمات ایجاب می‌کند که به چهار رکن فوق ارکان راهبردی دیگری نیز اضافه شود. ارکان هشت‌گانه مدیریت یکپارچه خدمات عبارت‌اند از:
1. ارکان کالا
2. مکان و زمان
3. پیشبرد و آموزش
4. قیمت و سایر هزینه‌های خدمات
5. فرایند
6. بهره‌وری و کیفیت
7. مردم

- ۸. شواهد فیزیکی[۳]

## پیوند
مدل سازی آمیخته بازاریابی ( مارکتینگ میکس )